# NGC 5253
NGC 5253 là tên của một thiên hà vô định hình nằm trong Bán Nhân Mã. Ngày 15 tháng 3 năm 1787, nhà thiên văn học người Anh gốc Đức William Herschel phát hiện ra thiên hà này.

## Thuộc tính
NGC 5253 nằm trong phân nhóm Messier 83 của nhóm Centaurus A/Messier 83, một nhóm có khoảng cách tương đối gần với một nhóm thiên hà có chứa thiên hà radio Centaurus A và thiên hà xoắn ốc Messier 83 (còn được biết là thiên hà Vòng hoa phía Nam).
Nó được xem là một thiên hà lùn có sự bùng nổ sự hình thành sao với tỉ lệ cao một cách bất thường. Bên cạnh đó, một siêu tân tinh tên là SN 1972A là một siêu tân tinh sáng nhất từng được phát hiện trong thiên hà này (cấp sao cao nhất là 8,5), cho đến năm 1987, SN 1987A đã soán ngôi của siêu tân tinh này. Một siêu tân tinh khác là SN 18985 cũng được ghi nhận là nằm trong thiên hà này.
NGC 5352 có chứ một đám mây bụi khí khổng lồ che khuất một cụm sao hơn 1 triệu ngôi sao, trong 1 triệu ngôi sao đó có đến 7000 sao O. Siêu cụm sao này là khoảng 3 triệu năm tuổi với tổng độ sáng lớn hơn 1 tỉ tỉ lần độ sáng của mặt trời. Khối lượng bụi bao quanh các ngôi sao này thì khá dị thường, xấp xỉ 15000 lần khối lượng mặt trời, đó có nhiều nguyên tố hóa học khác kể cả Carbon và Oxy.

## Dữ liệu hiện tại
Theo như quan sát, đây là thiên hà nằm trong chòm sao Xử Nữ và dưới đây là một số dữ liệu khác:
Xích kinh 13h 39m 55.9s
Độ nghiêng −31° 38′ 24″
Giá trị dịch chuyển đỏ 407 ± 3 km/s
Cấp sao biểu kiến 10.9
Kích thước biểu kiến 5′.0 × 1′.9
Loại thiên hà Im pec